# Bujar Nishani
Bujar Nishani (phát âm tiếng Albania: [bujaɾ ni'ʃani]; sinh ngày 29 tháng 9 năm 1966 - mất ngày 28 tháng 5 năm 2022) là một chính trị gia người Albania, từng là Tổng thống thứ 7 của Albania từ ngày 24 tháng 7 năm 2012 đến ngày 24 tháng 7 năm 2017.
Trước khi được bầu làm Tổng thống, Nishani đã nắm giữ một số vị trí chính phủ và ngoại giao. Cụ thể, ông giữ chức Bộ trưởng Bộ Tư pháp từ năm 2009 đến 2011, và là Bộ trưởng Bộ Nội vụ từ năm 2011 đến 2012. Quốc hội Albania đã bầu Nishani làm Tổng thống với đa số 73 phiếu trong số 140 thành viên, mà không có sự đồng thuận từ phe đối lập.

## Tiểu sử
Nishani sinh ra ở Durrës, Albania vào ngày 29 tháng 9 năm 1966. Ông tốt nghiệp tại Đại học Quân sự Skanderbeg năm 1988 và sau đó vào năm 1996, ông học thạc sĩ tại Hoa Kỳ tại Trường Sau đại học Hải quân. Năm 2004, anh tốt nghiệp Khoa Luật của Đại học Tirana. Ông đã hoàn thành thạc sĩ của mình trong nghiên cứu châu Âu. 
Nishani đã kết hôn với Odeta Nishani và có hai con, một con trai Ersi và một con gái Fiona. Anh sinh ra trong một gia đình thế tục Hồi giáo Bektashi.
Sau khi sự sụp đổ của chủ nghĩa cộng sản ở Albania vào năm 1991, Nishani đã gia nhập Đảng Dân chủ Albania. Ông từng làm giám đốc đối ngoại tại Bộ Quốc phòng và sau đó là người đứng đầu văn phòng của NATO trong của Bộ Ngoại giao. Năm 1996, ông được bổ nhiệm làm Bộ trưởng Bộ Quốc phòng.
Sau khi Đảng Dân chủ mất 1997, ông mất chức và trở thành Chủ tịch NGO cho Quân đội Euro-Atlantic.Năm 2001, ông được bầu làm tổng thư ký của chi nhánh DP tại Tirana và năm 2004 với tư cách là thành viên của hội đồng thành phố Tirana.
Ông đã giành chiến thắng trong cuộc bầu cử năm 2005 tại khu vực bầu cử thứ 34 ở thủ đô chống lại Bộ trưởng Cảnh sát và An ninh, Igli Toska. Sau khi lãnh đạo Ủy ban Nghị viện An ninh Quốc gia, ông được Thủ tướng [Sali Berisha] chỉ định làm Bộ trưởng Nội vụ, và vào tháng 9 năm 2009, sau chiến thắng bầu cử lần thứ hai, ông đã được đề cử làm Bộ trưởng Bộ Tư pháp. Năm 2011, ông thay thế Lulzim Basha làm Bộ trưởng Nội vụ.
Vào ngày 12 tháng 6 năm 2012, sau khi giành chiến thắng trong cuộc bầu cử tổng thống, Nishani đã từ chức Bộ trưởng Bộ Nội vụ. Ông đã tuyên thệ nhậm chức Tổng thống trước Nghị viện Albania vào ngày 24 tháng 7 năm 2012.
Nishani đã kết hôn với Odeta Nishani và có hai người con, một con trai Ersi và một con gái Fiona. Anh sinh ra trong một gia đình Hồi giáo Bektashi thế tục.
Ông qua đời tại Đức vào ngày 28 tháng 5 năm 2022 vì biến chứng của COVID-19 hưởng dương 55 tuổi.

## Hình ảnh khác

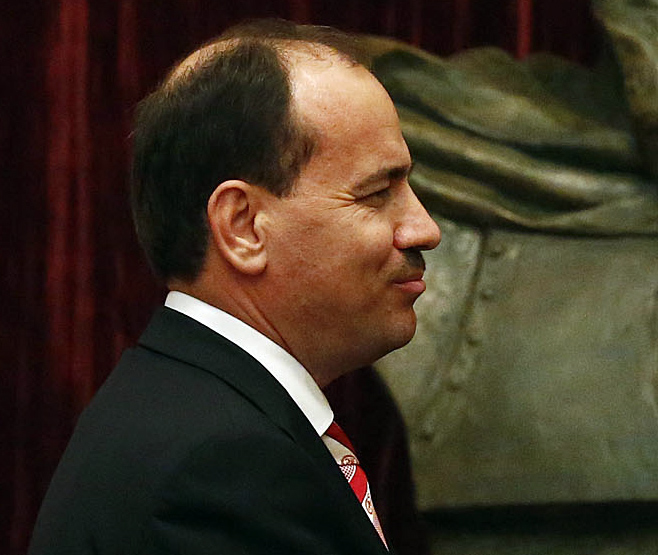
Buajar Níhani năm 2012

|  |  |